# Latécoère 490
Le Latécoère 490 était un avion biplace, monomoteur, monoplan à aile parasol, conçu pour répondre à une spécification française de 1928 pour un avion de reconnaissance photographique. Seuls deux prototypes furent construits.

## Conception
La spécification française R.2 de 1928 prévoyait un avion de reconnaissance biplace, rapide et possédant une bonne vitesse ascensionnelle, avec un grand rayon d'action. Cela a conduit à la fabrication des prototypes de huit constructeurs aéronautiques : Amiot 130, Breguet 330, Latécoère 490, ANF-Les Mureaux 111, Nieuport-Delage NiD.580, Potez 37, Wibault 260 et Weymann WEL-80. Le Latécoère 490 était à l'origine connu sous le nom de 49.0. Le deuxième prototype fut désigné 491, et auparavant 49.1.
L'aile de type parasol du Laté 490 était de plan droit et non conique, à l'exception des extrémités elliptiques. Pour l'époque, l'aile tout en métal était mince, avec un rapport épaisseur / corde de 8,5% et était construite autour de deux longerons. Les ailerons étaient divisés en deux paires.
Le fuselage était construit autour de quatre longerons et à revêtement entièrement métallique. Le moteur V12 à refroidissement par eau Hispano-Suiza 12 Nb de 650 ch s'étendait presque jusqu'au bord d'attaque de l'aile, et derrière celle-ci la largeur du fuselage ne diminuait que légèrement à la queue. Le pilote était assis au niveau du bord de fuite, en dessous d’une profonde entaille pour la visibilité. Il commandait le tir de deux mitrailleuses Vickers montées de chaque côté du capot du moteur. Les appareils photographiques vertical et oblique étaient immédiatement derrière le pilote et juste devant l'observateur, qui disposait d'un émetteur-récepteur radio à l'arrière. Son poste était armé de deux mitrailleuses Lewis, montés de manière à pouvoir pivoter à 360 degrés. Une mitrailleuse Lewis pouvait tirer vers l'arrière à travers une trappe ventrale. L’empennage était monté sur le dessus du fuselage et, avec les ailerons, son plan était elliptique. Les ailerons portaient des volets. Dans sa configuration initiale, la dérive était plus longue que haute, portant un gouvernail presque semi-circulaire qui descendait à travers une découpe des ailerons jusqu'à la base du fuselage.
Les jambes principales carénées verticales du train d'atterrissage à essieu brisé étaient fixées aux longerons avant, avec deux barres de renforts articulées supplémentaires de chaque côté. Les roues principales étaient initialement à l'air libre, mais ont ensuite été carénées. Il y avait une roulette de queue à l'arrière.

## Engagements
Le Latécoère 490 a volé pour la première fois en mars 1931, piloté par Louis Perriot. Fin avril 1931, il se rendit à Villacoublay pour des tests officiels et une comparaison avec ses concurrents. Il s’est avéré rapide mais jugé comme manquant de stabilité en lacet. En octobre, le Laté 490 s'est écrasé au décollage en raison d'une panne de carburant, mais il n'a pas été gravement endommagé. Latécoère en a profité pour augmenter la surface des ailerons pendant les réparations. La nouvelle dérive avait la forme d'un triangle rectangle équilatéral et le gouvernail, maintenant plus profond, était légèrement réduit en corde. Il fut alors immatriculé F-AKDD avant de revenir à Villacoublay pour terminer ses tests au début de 1932. C'était la machine la plus rapide en vol en palier, mais l'ANF Les Mureaux 113 grimpait plus vite. Les seules critiques concernaient les vitesses élevées de décollage et d'atterrissage.

## Variantes
Encouragé par ces résultats et très optimiste quant aux commandes futures, Latécoère a construit un deuxième prototype désigné Laté 491, très similaire au premier prototype (révisé), mis à part un certain raffinement de la forme du capotage et du cône du moteur, et un repositionnement du radiateur d'huile. Il était un peu plus rapide (5 km/h) que le 490 et était de 3% plus rapide en montée. Malgré ses excellentes performances par rapport aux spécifications d'origine et sa capacité à effectuer des acrobaties aériennes comme un avion de chasse, la commande de fabrication en série a été attribué au ANF Les Mureaux en raison de la vitesse ascensionnelle supérieure de leur machine.
Plus aucun avion de la série 490 n'a été construit. Le modèle492 (non construit) était une version proposée avec un poste de mitrailleur fermé. Le 493 a peut-être existé, de manière non officielle, en tant que type 491 re-motorisé avec un Hispano-Suiza 12 X suralimenté, mais ni cela ni le sort de l’un ou l’autre des prototypes n’est certain.